# Len Valjas
Lennard « Len » Väljas, né le 21 novembre 1988 à Toronto, est un fondeur canadien. Il obtient ses meilleurs résultats en sprint et en technique classique.

## Biographie
De descendance estonienne, il est le frère de la joueuse de beachvolley Kristina Väljas.
Il a également pratiqué le VTT, avant de choisir définitivement le ski de fond à 17 ans.
Membre du Team Hardwood, il fait ses débuts officielles lors de la saison 2004-2005 dans la Coupe nord-américaine. Trois ans plus tard, il dispute son premier championnat du monde junior à Malles. En 2009, à la suite d'une première victoire au niveau continental sur un sprint à Canmore, il atteint la finale du sprint des Championnats du monde des moins de 23 ans à Praz de Lys, terminant sixième et il est convié pour une course de Coupe du monde à Whistler, site des prochains jeux olympiques.
Champion du Canada sur le sprint en 2010, il marque ses premiers points en Coupe du monde à la fin de cette année, avec une 29e à Kuusamo, avant d'améliorer ce résultat par une neuvième place notamment au sprint classique de Drammen. En 2011, il est engagé pour la première fois aux Championnats du monde, à Oslo, terminant quinzième du sprint notamment.
Rapidement en forme en 2011-2012, en temoigne sa cinquième place a Kuusamo (finaliste), il signe son premier podium en Coupe du monde à Drammen lors d'un sprint classique en mars 2012. Il confirme en montant sur deux nouveaux podiums lors des Finales, terminant troisième du sprint de Stockholm et troisième du quinze kilomètres classique de Falun.
Sur le Tour de ski 2012-2013, il ajoute un nouveau podium en sprint à son palmarès lors de l'étape à Val Müstair, avant de s'illustrer encore en distance et finir sur le podium à l'issue du quinze kilomètres classique avec départ en masse à Val di Fiemme, où seul Alexey Poltoranin le devance au sprint (0,1 seconde) et accompagne son compatriote Alex Harvey sur la boîte. En 2013, il doit subir une opération arthroscopique au genou pour régler des problèmes qu'il traîne depuis longtemps.
Lors de l'hiver 2013-2014, il échoue à figurer dans les classements de Coupe du monde, mais reçoit sa première sélection aux jeux olympiques à Sotchi, pour finir 36e du sprint. Aux Championnats du monde 2015, à Falun, il prend la 14e place sur le sprint classique.
Lors de la saison 2016-2017, il réalise sa meilleure série de résultats depuis 2013, finissant notamment quatrième du sprint à Pyeongchang, ainsi que victorieux avec Alex Harvey sur le sprint par équipes à Toblach et troisième sur un relais. Sur les Championnats du monde a Lahti, il ne passe les qualifications en sprint individuel, mais prend la sixième place du sprint par équipes.
À l'inverse, lors de l'hiver 2017-2018, le Canadien n'arrive pas à se distinguer en Coupe du monde (aucun top 30), mais est présent le jour-J aux Jeux olympiques à Pyeongchang, atteignant le septième rang sur le sprint classique (son meilleur résultat individuel en grand championnat). Il y est aussi huitième sur le sprint par équipes et le relais.
Il prend sa retraite sportive à l'issue de la saison 2018-2019.

## Palmarès

### Jeux olympiques
| Épreuve / Édition   | Sprint                           | Sprint                           | 15 km                            | 15 km                            | Skiathlon 2 × 15 km | 50 km | Relais | Relais    |
| Épreuve / Édition   | libre                            | classique                        | libre                            | classique                        | Skiathlon 2 × 15 km | 50 km | Sprint | 4 × 10 km |
| JO 2014 Sotchi      | 36e                              | Épreuve inexistante à cette date | Épreuve inexistante à cette date | —                                | —                   | —     | —      | 12e       |
| JO 2018 Pyeongchang | Épreuve inexistante à cette date | 7e                               | —                                | Épreuve inexistante à cette date | —                   |       | 8e     | 9e        |

Légende :
- — : Len Väljas n'a pas participé à cette épreuve
- : Épreuve inexistante à cette date

### Championnats du monde
| Épreuve / Édition           | Sprint                           | Sprint                           | 15 km                            | 15 km                            | Skiathlon 2 × 15 km | 50 km | Relais | Relais    |
| Épreuve / Édition           | libre                            | classique                        | libre                            | classique                        | Skiathlon 2 × 15 km | 50 km | Sprint | 4 × 10 km |
| Mondiaux 2011 Oslo          | 15e                              | Épreuve inexistante à cette date | Épreuve inexistante à cette date | 48e                              | —                   | —     | —      | 12e       |
| Mondiaux 2013 Val di Fiemme | Épreuve inexistante à cette date | 40e                              | —                                | Épreuve inexistante à cette date | —                   | —     | —      | 12e       |
| Mondiaux 2015 Falun         | Épreuve inexistante à cette date | 14e                              | —                                | Épreuve inexistante à cette date | —                   | —     | 13e    | 10e       |
| Mondiaux 2017 Lahti         | 47e                              | Épreuve inexistante à cette date | Épreuve inexistante à cette date | -                                | —                   | —     | 6e     | 12e       |
| Mondiaux 2019 Oslo          | 48e                              | Épreuve inexistante à cette date | Épreuve inexistante à cette date | 47e                              | —                   | —     | 9e     | 12e       |

Légende :
- : pas d'épreuve
- — : Non disputée par Len Väljas

### Coupe du monde
- Meilleur classement général : 23e en 2013.
- Meilleur classement en sprint : 8e en 2013.
- 1 podium en épreuve individuelle : 1 deuxième place.
- 2 podiums par équipes : 1 victoire et 1 troisième place.
- 4 podiums lors d'étapes intermédiaires de Coupe du monde : 1 deuxième place et 3 troisièmes places.

#### Classements en Coupe du monde
| Année     | Classement général final | Classement distance | Classement sprint |
| 2010-2011 | 90e                      | -                   | 48e               |
| 2011-2012 | 28e                      | 49e                 | 12e               |
| 2012-2013 | 23e                      | 43e                 | 8e                |
| 2014-2015 | 74e                      |                     | 33e               |
| 2015-2016 | 73e                      | -                   | 35e               |
| 2016-2017 | 41e                      | -                   | 16e               |

### Championnats du Canada
- Champion sur le sprint en 2010, 2011 et 2013.
- Champion sur le dix kilomètres classique en 2019.

### Coupe OPA
- 1 victoire.